# Casa Grande (Arizona)
Casa Grande ist eine US-amerikanische Stadt in Arizona im Pinal County. Das U.S. Census Bureau hat bei der Volkszählung 2020 eine Einwohnerzahl von 53.658 ermittelt. Die Stadt stellt eine principal city der Metropolregion Phoenix dar.

## Einwohnerentwicklung
| Jahr | Einwohner¹ |
| ---- | ---------- |
| 1980 | 14.971     |
| 1990 | 19.082     |
| 2000 | 25.224     |
| 2010 | 48.571     |
| 2020 | 53.658     |

¹ 1980–2020: Volkszählungsergebnisse

## Verkehr
In Casa Grande liegt der Knotenpunkt der Arizona State Routes 84, 287 und 387. Des Weiteren befindet sich südöstlich der Stadt der Knotenpunkt der Interstate 8 mit der Interstate 10.

## Söhne und Töchter der Stadt
- Pedro E. Guerrero (1917–2012), Fotograf
- Joe Jonas (* 1989), Mitglied der Band Jonas Brothers